# ABA Liga 2015-2016
La ABA Liga 2015-2016 è stata la 15ª edizione della Lega Adriatica. La vittoria del torneo fu appannaggio dei serbi della Stella Rossa Belgrado, al secondo successo consecutivo, sui connazionali del Mega Leks Belgrado.

## Squadre partecipanti
Serbia
- Partizan
- Mega Belgrado
- Metalac Valjevo
- Stella Rossa

 Croazia
- Cedevita Junior
- Cibona Zagabria
- Zara

 Slovenia
- Krka Novo mesto
- Šentjur
- Olimpija Lubiana

 Montenegro
- Budućnost
- Sutjeska Nikšić

 Macedonia del Nord
- MZT Skopje

 Bosnia ed Erzegovina
- Igokea

## Regular season
|  | Qualificate per la Final four |
|  | Retrocessa                    |

|     | Squadra                       | G  | V  | P  | PF   | PS   | Diff. | P.ti |
| --- | ----------------------------- | -- | -- | -- | ---- | ---- | ----- | ---- |
| 1.  | Budućnost VOLI Podgorica      | 26 | 23 | 3  | 2032 | 1774 | +258  | 49   |
| 2.  | Stella Rossa Telekom Belgrado | 26 | 20 | 6  | 2046 | 1800 | +246  | 46   |
| 3.  | Cedevita Zagabria             | 26 | 19 | 7  | 2024 | 1879 | +145  | 45   |
| 4.  | Mega Leks Belgrado            | 26 | 17 | 9  | 2051 | 1940 | +111  | 43   |
| 5.  | Partizan NIS Belgrado         | 26 | 12 | 14 | 1973 | 1974 | -1    | 38   |
| 6.  | Zadar                         | 26 | 12 | 14 | 1808 | 1868 | -60   | 38   |
| 7.  | Union Olimpija Lubiana        | 26 | 11 | 15 | 1921 | 1955 | -34   | 37   |
| 8.  | Cibona Zagabria               | 26 | 11 | 15 | 1887 | 1936 | -49   | 37   |
| 9.  | Igokea Aleksandrovac          | 26 | 11 | 15 | 1839 | 1899 | -60   | 37   |
| 10. | MZT Skopje Aerodrom           | 26 | 10 | 16 | 1869 | 1908 | -39   | 36   |
| 11. | Metalac Valjevo               | 26 | 10 | 16 | 1837 | 1941 | -104  | 36   |
| 12. | Krka Novo Mesto               | 26 | 10 | 16 | 1853 | 1924 | -71   | 36   |
| 13. | Sutjeska Nikšić               | 26 | 9  | 17 | 1867 | 2011 | -144  | 35   |
| 14. | Tajfun Šentjur                | 26 | 7  | 19 | 1790 | 1988 | -198  | 33   |

## Playoff

### Tabellone
|  | Semifinali | Semifinali      | Semifinali |              |    | Finale        | Finale | Finale |  |
|  |            |                 |            |              |    |               |        |        |  |
|  | 1.         | Budućnost       | 0          |              |    |               |        |        |  |
|  | 1.         | Budućnost       | 0          |              |    |               |        |        |  |
|  | 4.         | Mega Belgrado   | 2          |              |    |               |        |        |  |
|  | 4.         | Mega Belgrado   | 2          |              | 4. | Mega Belgrado | 0      |        |  |
|  |            |                 |            |              | 4. | Mega Belgrado | 0      |        |  |
|  |            |                 | 2.         | Stella Rossa | 3  |               |        |        |  |
|  | 2.         | Stella Rossa    | 2.         | Stella Rossa | 3  | 2             |        |        |  |
|  | 2.         | Stella Rossa    |            |              |    |               |        |        |  |
|  | 3.         | Cedevita Junior | 0          |              |    |               |        |        |  |

### Semifinali
| Squadra 1                     | Totale | Squadra 2          | Gara 1    | Gara 2 | Gara 3 |
| ----------------------------- | ------ | ------------------ | --------- | ------ | ------ |
| Budućnost VOLI Podgorica      | 0 - 2  | Mega Leks Belgrado | 81-85     | 75-76  |        |
| Stella Rossa Telekom Belgrado | 2 - 0  | Cedevita Zagabria  | 97-88 dts | 73-65  |        |

### Finale
| Squadra 1                     | Totale | Squadra 2          | Gara 1 | Gara 2 | Gara 3 | Gara 4 | Gara 5 |
| ----------------------------- | ------ | ------------------ | ------ | ------ | ------ | ------ | ------ |
| Stella Rossa Telekom Belgrado | 3 - 0  | Mega Leks Belgrado | 95-88  | 93-84  | 61-49  |        |        |

| Lega Adriatica 2015-2016        |
| ------------------------------- |
| Stella Rossa Belgrado 2º titolo |

## Squadra vincitrice
| N° | Naz.                   | Ruolo | Sportivo         |  | Alt. |  |
| -- | ---------------------- | ----- | ---------------- |  | ---- |  |
| 1  | Stati Uniti (bandiera) | G     | Tarence Kinsey   |  | 198  |  |
| 4  | Serbia (bandiera)      | P     | Nikola Rebić     |  | 188  |  |
| 6  | Serbia (bandiera)      | G     | Nemanja Dangubić |  | 201  |  |
| 9  | Serbia (bandiera)      | AG    | Luka Mitrović    |  | 204  |  |
| 10 | Serbia (bandiera)      | GA    | Branko Lazić     |  | 196  |  |
| 12 | Serbia (bandiera)      | AG    | Boriša Simanić   |  | 209  |  |
| 13 | Serbia (bandiera)      | P     | Vasilije Micić   |  | 195  |  |
| 19 | Serbia (bandiera)      | AP    | Marko Simonović  |  | 201  |  |
| 22 | Serbia (bandiera)      | C     | Stefan Nastić    |  | 211  |  |
| 23 | Serbia (bandiera)      | GA    | Marko Gudurić    |  | 199  |  |
| 24 | Serbia (bandiera)      | G     | Stefan Jović     |  | 190  |  |
| 30 | Stati Uniti (bandiera) | AP    | Quincy Miller    |  | 206  |  |
| 33 | Germania (bandiera)    | C     | Maik Zirbes      |  | 207  |  |
| 51 | Serbia (bandiera)      | C     | Vladimir Štimac  |  | 211  |  |
|    | Montenegro (bandiera)  | All.  | Dejan Radonjić   |  |      |  |

## Premi e riconoscimenti
- ABA Liga MVP:  Miro Bilan,  Cedevita Zagabria[1]
- ABA Liga Finals MVP:  Stefan Jović,  Stella Rossa Belgrado[2]
- Miglior prospetto:  Ante Žižić,  Cibona Zagabria[3]
- Quintetto ideale:[4]
  -  Jacob Pullen,  Cedevita Zagabria
  -  Timothé Luwawu-Cabarrot,  Mega Leks Belgrado
  -  Tadija Dragićević,  Budućnost Podgorica
  -  Miro Bilan,  Cedevita Zagabria
  -  Maik Zirbes,  Stella Rossa Belgrado